# Max Emanuel von Thurn und Taxis
Max Emanuel Maria Siegfried Joseph Antonius Ignatius Lamoral von Thurn und Taxis, ook bekend als Pater Emmeram, (Regensburg, 1 maart 1902 - aldaar, 3 oktober 1994) was een Duitse prins uit het huis Thurn und Taxis en een rooms-katholiek priester.
Hij was de vierde zoon van Albert I von Thurn und Taxis (zoon van Maximaliaan von Thurn und Taxis en hertogin Helene in Beieren, de oudere zuster van de Oostenrijkse keizerin Elisabeth) en Margaretha Clementine van Oostenrijk (dochter van Jozef van Oostenrijk en diens echtgenote, Clotilde van Saksen-Coburg en Gotha). 
Max Emanuel trad in 1923 toe tot de benedictijnen in de abdij Neresheim en nam daar de naam aan van de zevende-eeuwse  heilige bisschop van Regensburg Emmeramus. 
In 1951 vestigde hij zich, solitair, op het Slot Emmeram, de voormalige benedictijnenabdij, die sinds het begin van de negentiende eeuw in bezit van de familie Thurn und Taxis was. Hier hoopte hij het Benedictijner leven te doen herleven. Daarnaast woonde hij ook in de - eveneens in Regensburg gelegen - abdij Prüfening. Hij legde zich toe op de ondersteuning van kansarme jongeren in Regensburg.
Prins Max Emanuel was ridder in de Ordre de Parfaite Amitié.